# Michał Fajbusiewicz
Michał Fajbusiewicz, właśc. Marian Fajbusiewicz (ur. 26 kwietnia 1951 w Łodzi) – polski dziennikarz telewizyjny, scenarzysta i realizator filmowy.

## Życiorys
Absolwent I Liceum Ogólnokształcącego im. Mikołaja Kopernika w Łodzi. W okresie nauki w szkole średniej był koordynatorem młodzieżowego dyskusyjnego klubu filmowego przy Pałacu Młodzieży w Łodzi. Ukończył dwuletnie Studium Kulturalno-Oświatowe w Łodzi, następnie pedagogikę (1976) i politologię (1978) na Uniwersytecie Łódzkim. Pracował jako zastępca kierownika w Domu Kultury Milicjanta, kierownik Międzyzakładowego Centrum Kultury „Dąbrowa” i kierownik ośrodka wczasowego.
Od 1982 związany z telewizją, podjął pracę jako redaktor w TVP3 Łódź. Współtworzył m.in. programy Własne M, Szkoła i dom, Nasza szafa i Kronika kryminalna. Zadebiutował reportażem Nabici w butelkę, który wyemitowała TVP1. Był twórcą programu i prowadzącym programy Stan krytyczny (1983–1986) i Dajcie znak życia (poświęcony osobom zaginionym). Prowadził także autorski cykl programów o tematyce podróżniczej na antenie TVP3 Łódź i następnie również w TVP2 (Z Dwójką dookoła świata).
Od 1986 realizował Magazyn Kryminalny 997, w latach 1990–2010 był również prowadzącym program i autorem emitowanych w nim materiałów. W 2013 zaczął realizować nawiązujący do tej produkcji nowy program 997. Fajbusiewicz na tropie w stacji telewizyjnej Polsat Play. W 2017 w TVP2 prowadził reaktywowany Magazyn Kryminalny 997, jednak po wyemitowaniu pierwszego odcinka TVP zdecydowała o zawieszeniu serii. W 2018 nawiązał współpracę ze stacją Crime+Investigation Polsat, gdzie został prowadzącym program Fajbusiewicz: rozmowy o zbrodni.
Jest również realizatorem lub scenarzystą około 200 filmów dokumentalnych i reportaży, wśród nich produkcji: Moja misja (1996), Łukasz (1996), Namibia. Caprivi czyli polski Hel w Afryce (2000), Żyć w kibucu (2001), Malarz ekranu (2001), Dusia znad jeziora Como (2003), Tugereng czyli zamieszkaj tu na zawsze (2005), O Hamerach, Mursi, Dorsi i nie tylko, czyli wyprawa do perły Afryki (2006). Jego reportaże emitowane były w programie Gorąca linia – Express reporterów. Jego twórczość telewizyjna prezentowana była m.in. na zagranicznych festiwalach filmów kryminalnych w Oberhausen i Monte Carlo. W 2004 objął stanowisko szefa działu reportażu w czasopiśmie „Moda i Styl”. Uzyskał członkostwo w Stowarzyszeniu Dziennikarzy Podróżników „Globtroter”.
Gościnnie wystąpił w serialach telewizyjnych: Badziewiakowie, Świat według Kiepskich, Święta wojna i Sprawa na dziś. Jako narrator wziął w 2010 udział w pracy nad albumem rapera O.S.T.R. pt. Tylko dla dorosłych. W 2019 ukazała się książka Fajbus. 997 przypadków z życia będąca wywiadem Magdy Omilianowicz z Michałem Fajbusiewiczem.

## Odznaczenia i wyróżnienia
W 2006 odznaczony Złotym Krzyżem Zasługi, w 2014 otrzymał Krzyż Kawalerski Orderu Odrodzenia Polski.
Wyróżniony tytułem honorowego obywatela Bornego Sulinowa. W 2001 za poświęcony Łodzi film Nowa Ziemia Obiecana otrzymał Grand Prix na Międzynarodowym Festiwalu Filmów Turystycznych w Poznaniu.

## Życie prywatne
Jego ojciec był polskim Żydem. Jest żonaty, ma syna.